# Beffroi de Gravelines
Le beffroi de Gravelines est un monument faisant partie du patrimoine de Gravelines. Construit une première fois en 1608, reconstruit entre 1822 et 1827, il a été inscrit au titre des monuments historiques en 1948 au titre des vestiges anciens de la commune. Il fait partie des 23 beffrois qui ont été classés au patrimoine mondial de l’Organisation des Nations unies pour l'éducation, la science et la culture (UNESCO) en 2005 au sein de la liste des « beffrois de Belgique et de France ».

## Histoire
Le premier beffroi de Gravelines voit le jour en 1608.

## Caractéristiques
Il abrite un carillon de 3 cloches. La hauteur de la tour qui comporte trois niveaux est de 27 mètres.